# Sphaenolobium
Sphaenolobium là chi thực vật có hoa trong họ Apiaceae.